# ولايات الجزر الأيونية المتحدة
ولايات الجزر الأيونية المتحدة هي كانت دولة يونانية ومحمية بريطانية تابعة للمملكة المتحدة في الفترة من 1815 حتى 1864. سلمتها بريطانيا لليونان كهدية بمناسبة تنصيب جورج الأول ملك اليونان.